# Balacha melanocephala
Balacha melanocephala är en insektsart som beskrevs av Victor Antoine Signoret 1854. Balacha melanocephala ingår i släktet Balacha och familjen dvärgstritar. Inga underarter finns listade i Catalogue of Life.